# غابور بوروس
غابور بوروس هو لاعب كرة قدم سلوفاكي، ولد في 26 سبتمبر 1997 في ريمافسكا سوبوتا في سلوفاكيا. لعب مع نادي ديوسجوري.

## وصلات خارجية
- غابور بوروس على موقع اتحاد المجر (الهنغارية)
- غابور بوروس على موقع Soccerway.com (الإنجليزية)